# Drosophila paulistorum
Drosophila paulistorum är en tvåvingeart som ingår i släktet Drosophila. Arten är en superspecies, ett komplex av sex olika semispecies som bildar reproduktivt skilda populationer men som till viss del kan producera fertila hybrider i laboratoriemiljö. D. paulistorum är infekterad av den endosymbiotiska bakterien Wolbachia och ses som ett exempel på en möjlig pågående infektiös artbildning.

## Systematik och släktskap

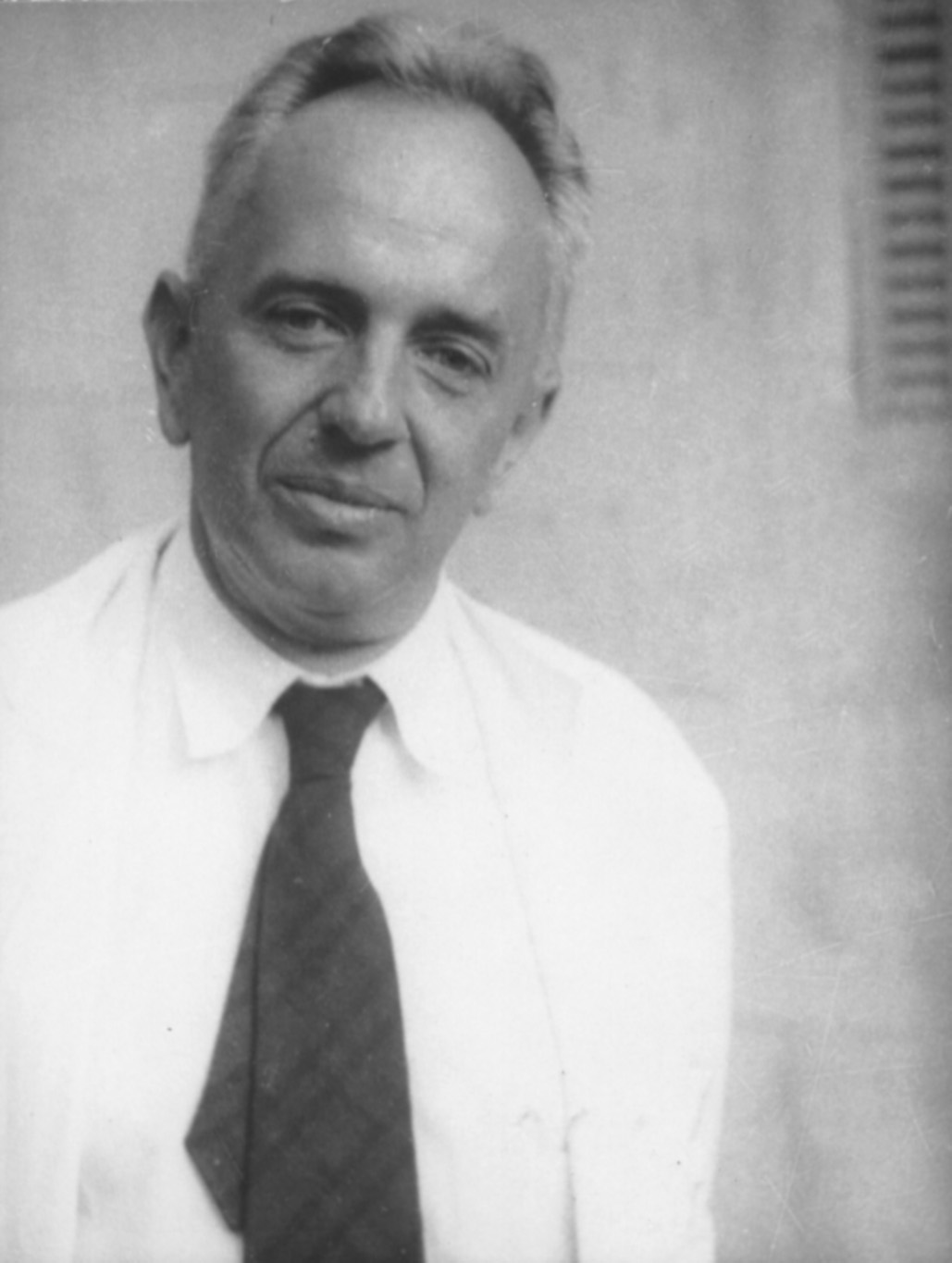
Foto av Theodosius Dobzhansky, som tillsammans med Crodowaldo Pavan samlade in och beskrev D. paulistorum.

D. paulistorum beskrevs 1949 av Theodosius Dobzhansky och Crodowaldo Pavan. De beskrev D. paulistorum som ett kluster av arter in statu nascendi (latin för "i frigörelsens ögonblick"), det vill säga mitt i processen av artbildning. På grund av detta beskrevs D. paulistorum som en superspecies och indelas nu i sex olika semispecies, dessa är Amazonian, Andean-Brazilian, Centroamerican, Interior, Orinocan och Transitional. Dessa semispecies är namngivna efter deras utbredningsområden. Det har föreslagits att dessa borde klassas som underarter inom D. paulistorum istället för semispecies.
De första exemplaren av D. paulistorum insamlades nära staden Mogi das Cruzes i São Paulo, Brasilien. Två väldigt lika arter identifierades, den ena som hittats i större mängd och var något mindre antogs vara D. willistoni och den andra gavs namnet Drosophila paulista. Detta visade sig sedan ha blivit felaktigt, den större arten var egentligen D. willistoni. D. paulista blev därför en synonym till D. willistoni och den nya något mindre arten gavs istället namnet Drosophila paulistorum.
D. paulistorum ingår i undersläktet Sophophora, artgruppen Drosophila willistoni och artundergruppen Drosophila willistoni.

## Utseende

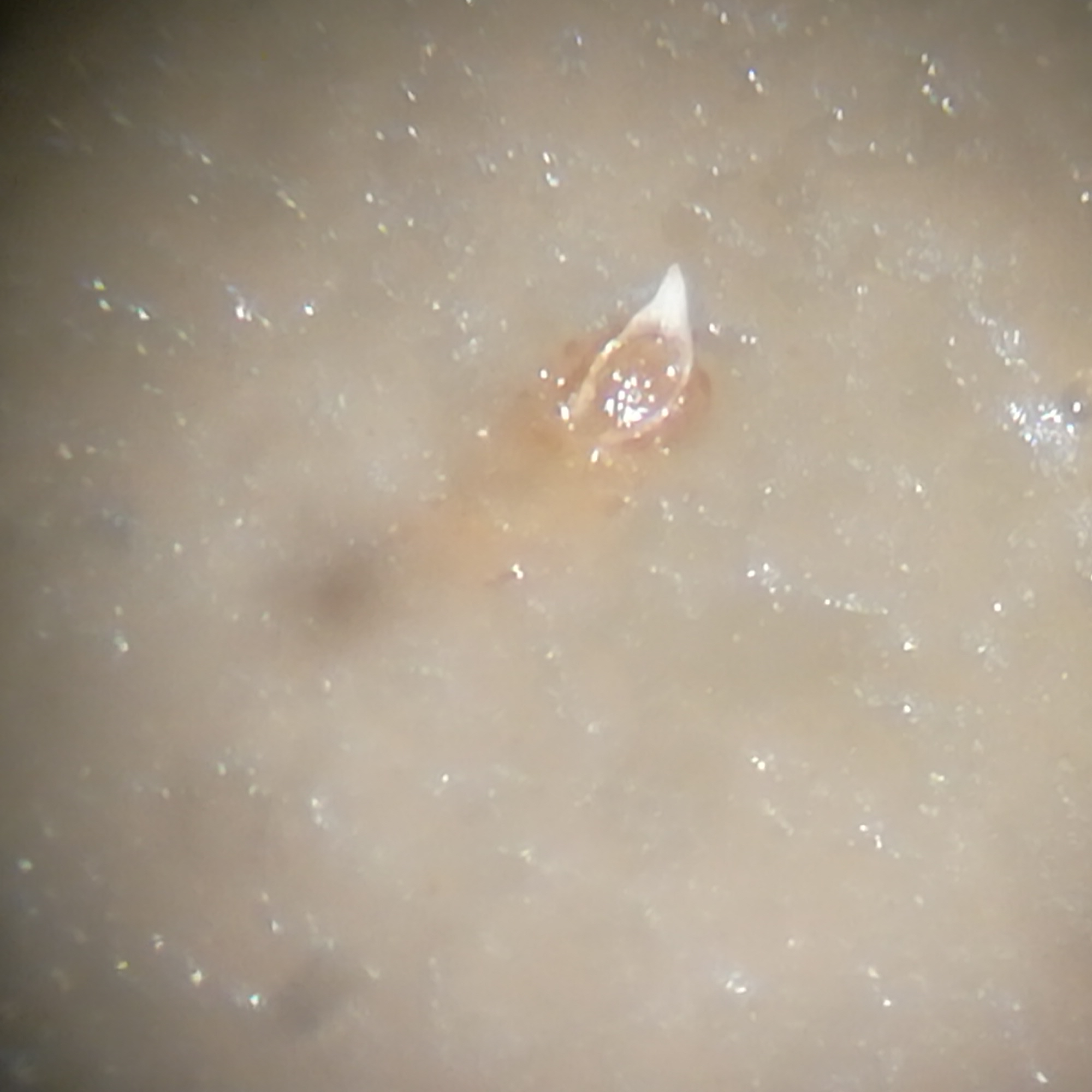
Drosophila paulistorum-ägg.

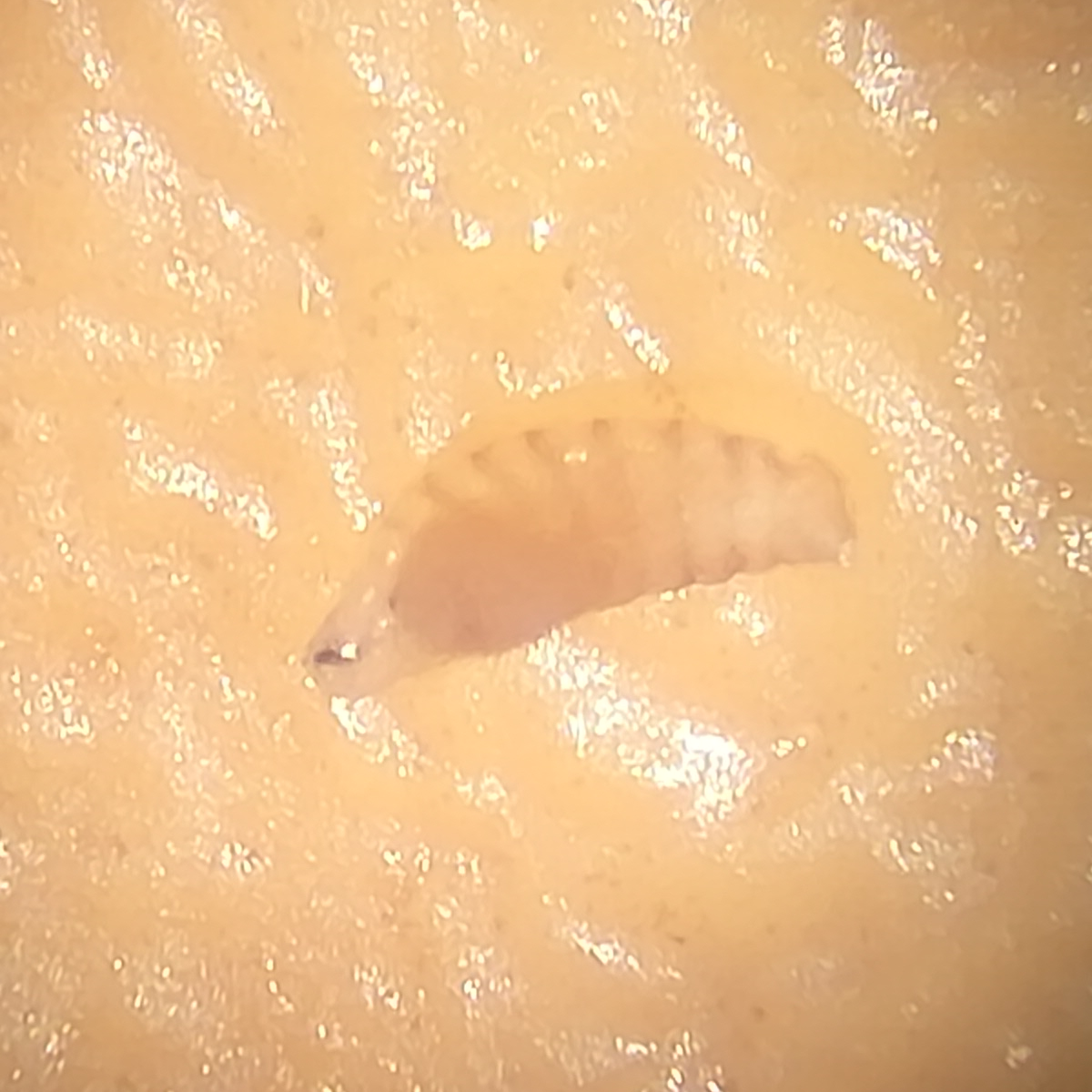
Drosophila paulistorum-larv.

D. paulistorum är till utseendet mycket lik de andra arterna i artundergruppen Drosophila willistoni. Små skillnader finns dock, främst skiljer sig hannarnas könsorgan sig mellan de olika arterna vilket kan användas för att artbestämma individer. D. paulistorum är också något mindre än D. willistoni. Generellt är olika semispecies omöjliga att skilja morfologiskt, men vissa väldigt små skillnader har hittats mellan olika semispecies. Bland annat skiljer sig antalet grenar som antennborstens arista har mellan vissa semispecies. Identifikation av semispecies görs istället genom andra metoder, som analys av allozymer, kromosomer eller deras parningsbeteende.

## Utbredning
Artens totala utbredningsområde är begränsat till den neotropiska regionen, det täcker en stor del av Central- och Sydamerika, från norra Guatemala till Bolivia och södra Brasilien. De olika semispecies som D. paulistorum består av har olika utbredningsområden, de täcker generellt olika områden men överlappar något. Semispecies Amazonian har ett utbredningsområde som täcker Amazonområdet, norra Brasilien, Venezuela, Trinidad, Guyana, Surinam och Franska Guyana. Andean-Brazilian representerar artens sydligaste utbredningsområde och denna semispecies finns på både den västliga och östliga halvan av Sydamerika. Utbredningsområdet sträcker sig längs Anderna och in i de östra och södra delarna av Brasilien. De nordligaste fynden är från Colombia och de sydligaste från södra Brasilien. Centroamericans utbredningsområde är begränsat till Centralamerika och representerar därför de nordligaste delarna av D. paulistorums totala utbredningsområde. Länder som täcks av Centroamericans utbredningsområde är Guatemala, El Salvador, Honduras, Nicaragua, Costa Rica och Panama. Utbredningsområdet för Interior är Colombia, Venezuela och norra Brasilien. Semispecies Orinocan, namngiven efter floden Orinoco, har ett utbredningsområde som täcker de nordligaste delarna av Sydamerika och inkluderar Panama, Colombia, Venezuela, Guyana, Surinam och Franska Guyana. Transitionals utbredningsområde överlappar Orinocans och Andean-Brazilians i nordvästra Sydamerika, framförallt i Colombia.

## Ekologi, beteende och hybridisering

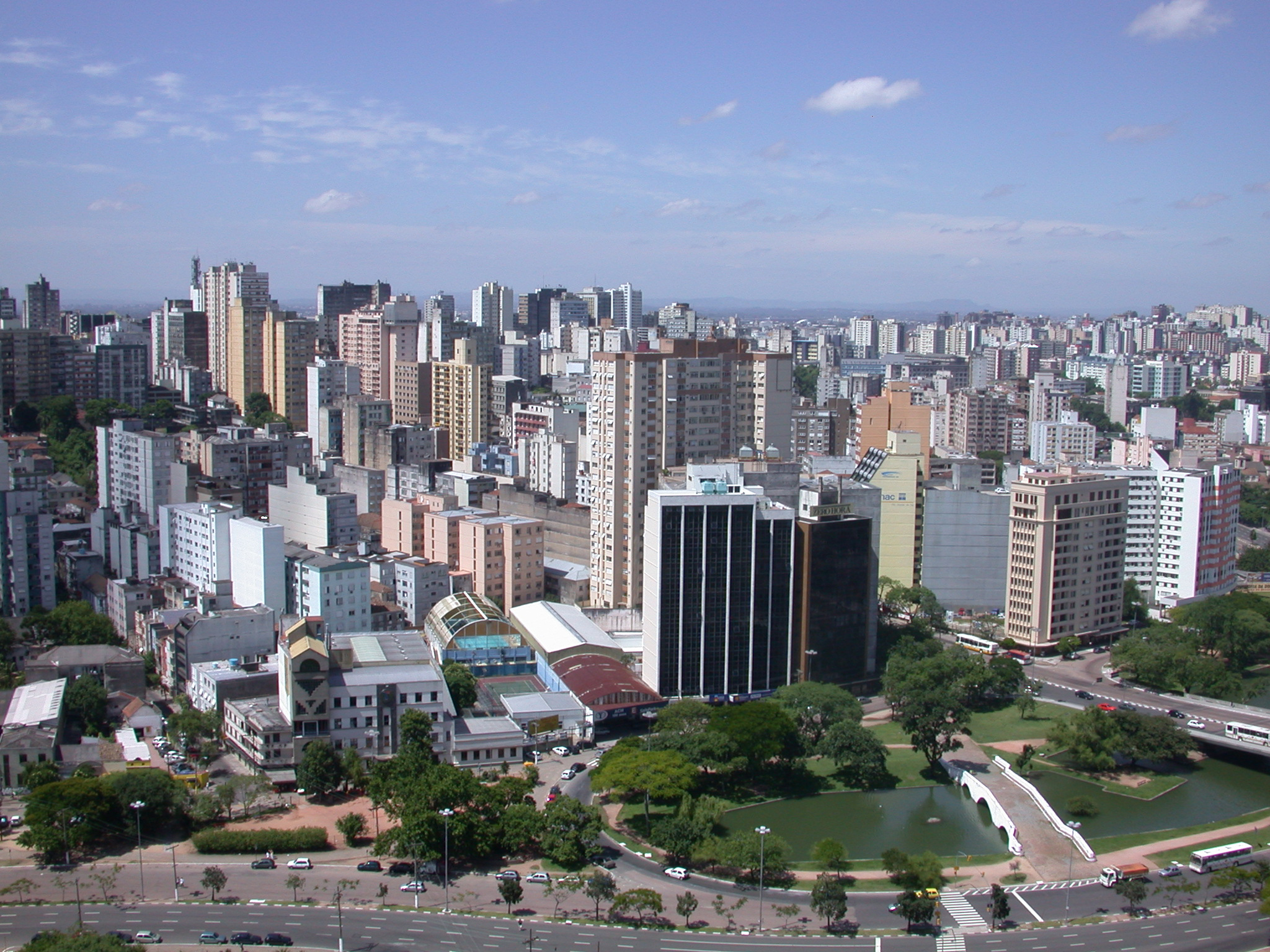
Porto Alegre i södra Brasilien är den stad där D. paulistorum hittats i urban miljö.

Relativt lite är känt om artens ekologi men den har hittats i både skogs- och urban miljö. Livscykeln liknar den hos andra arter inom släktet Drosophila, honorna lägger ett stort antal ägg som kläcks som larver efter ungefär ett dygn. Larverna växer i olika stadier och efter ungefär tre dagar förpuppas dessa. Generationstiden är ungefär två veckor lång. Larverna hos D. paulistorum utvecklas något långsammare än för den nära släktingen D. willistoni. Uppfödning av D. paulistorum kan göras på samma sätt som för den mer välstuderade släktingen bananfluga och med samma typ av föda.
Hybridisering mellan olika semispecies är i vissa fall möjligt och i andra fall inte möjligt, det finns hittills inga bevis för att hybridisering sker i det vilda.

## Wolbachia
D. paulistorum är infekterad av bakterien Wolbachia, denna bakterie är för vissa insektsarter en parasit men för andra endosymbiotisk. Dess exakta påverkan på D. paulistorum är inte välförstådd men den ses som en endosymbiont då den finns i alla olika semispecies och hos alla individer. Doser av antibiotika så starka att de dödar all Wolbachia hos D. paulistorum är även dödligt för flugan. Doser av antibiotika som inte är dödliga för flugan har visat sig reducera nivåer av Wolbachia samt kunnat sänka andelen infertila hannar från korsningar mellan olika semispecies, detta tyder på att bakterien påverkar kompatibiliteten mellan olika semispecies. Bakterien skapar på så sätt en reproduktiv barriär, ett centralt koncept för artbildning, mellan olika semispecies, därför beskrivs D. paulistorum som ett möjligt fall av infektiös artbildning.  De första tecknen på att en mikroorganism påverkade fertiliteten hos D. paulistorum kom från experiment där cytoplasma från honor i en semispecies överfördes till honor från en annan semispecies. Tre år senare hade dessa, först hypotetiska, bakteriella celler hittats genom elektronmikroskopi. Efter detta tog det dock 40 år innan denna bakterie med säkerhet kunde identifieras som Wolbachia, en bakterie som redan var välkänd för dess förmåga att infektera insekter och påverka deras fortplantning.
Analyser av D. paulistorums transkriptom och jämförelser mellan olika nivåer av mängden Wolbachia har visat att bakterien påverkar genuttryck för ett stort antal av D. paulistorums gener. Bland de gener som påverkas finns gener som påverkar metabolism, immunförsvar, vilket är vanligt för Wolbachia, men även gener för syn, feromoner och muskelfunktion uttrycks i olika nivåer. Feromoner och de kemiska signalsystem som är viktiga för parningen hos arter inom släktet Drosophila påverkas alltså av Wolbachia vilket stöder hypotesen att de reproduktiva barriärer som finns mellan olika semispecies orsakas av Wolbachia-infektionen.
Beteendeskillnader har också märkts vid antibiotikabehandling av D. paulistorum. När flugan bär på lägre nivåer av Wolbachia parar sig oftare individer från olika semispecies, bakterien bidrar på detta sätt med ytterligare en reproduktiv barriär mellan olika semispecies. Wolbachia, en av orsakerna till att hybridavkomman är steril hjälper på så sätt flugan att undvika parning med en inkompatibel partner. På samma gång minskar även möjligheterna för att de olika semispecies som kan få fertil avkomma med varandra parar sig.
Infektion av Wolbachia är vanligt hos flera andra arter inom släktet Drosophila, men effekterna hos dessa liknar inte exakt de hos D. paulistorum. Några av dessa andra arter är bananfluga (Drosophila melanogaster), Drosophila simulans, Drosophila willistoni och Drosophila fumipennis.